# Рябець червоний
Рябець червоний (Melitaea didyma) — вид денних метеликів родини сонцевиків (Nymphalidae).

## Поширення
Вид поширений у Південній і Центральній Європі, Північній Африці, на Близькому Сході, в Середній Азії і Сибіру.

## Опис
Довжина переднього крила — 18-23 мм. Самець зверху яскраво-помаранчевого забарвлення з маленькими розсіяними чорними плямами. Самиця світліша, плями більші, крила з тонким «нальотом» сірих лусочок. Низ крил має малюнок, що містить дві чіткі помаранчеві перев'язі на кремовому тлі задніх крил. Від близьких видів відрізняється округлою формою чорної плями з нижнього боку біля вершини заднього крила.

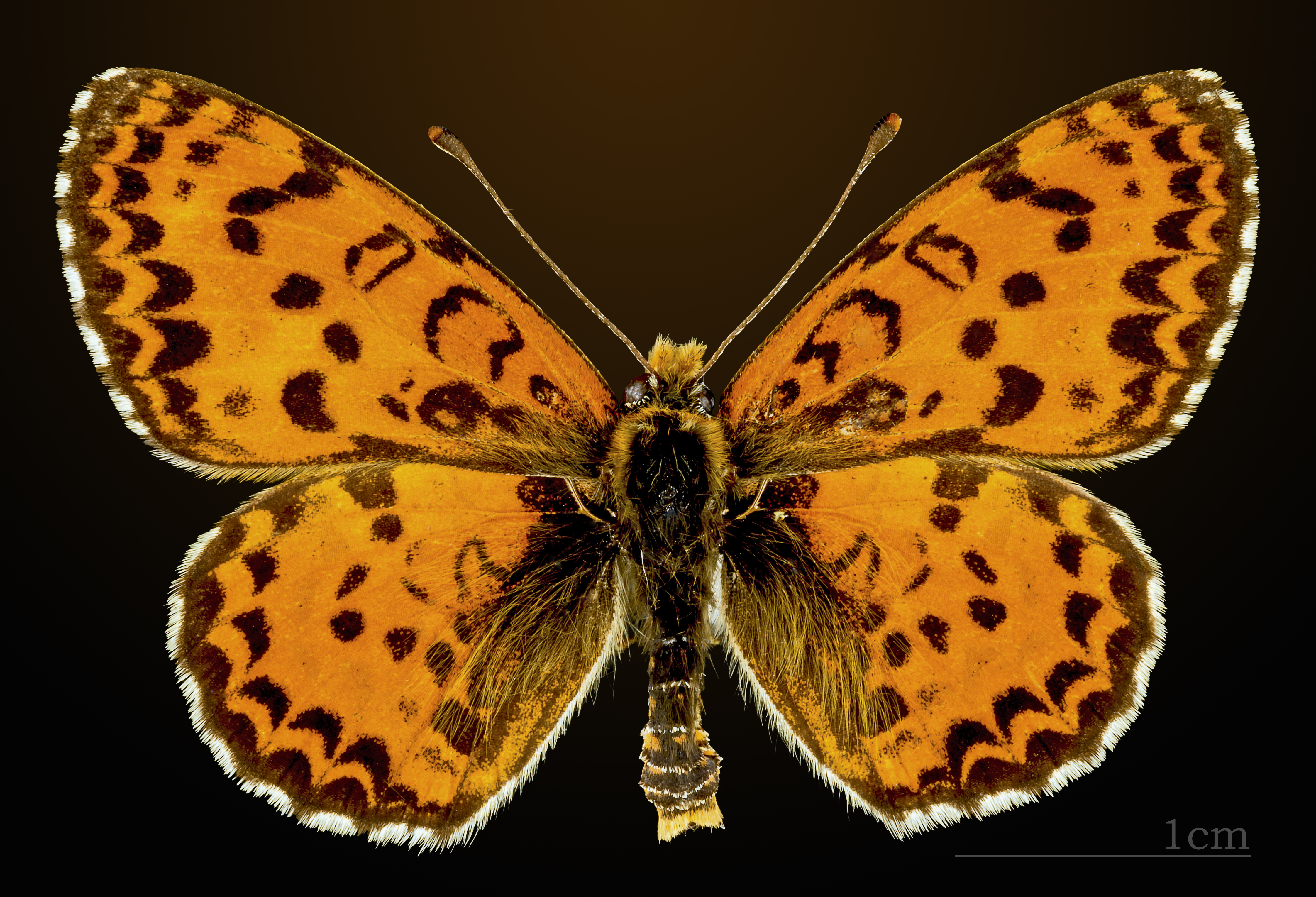
Самець, дорсальна сторона
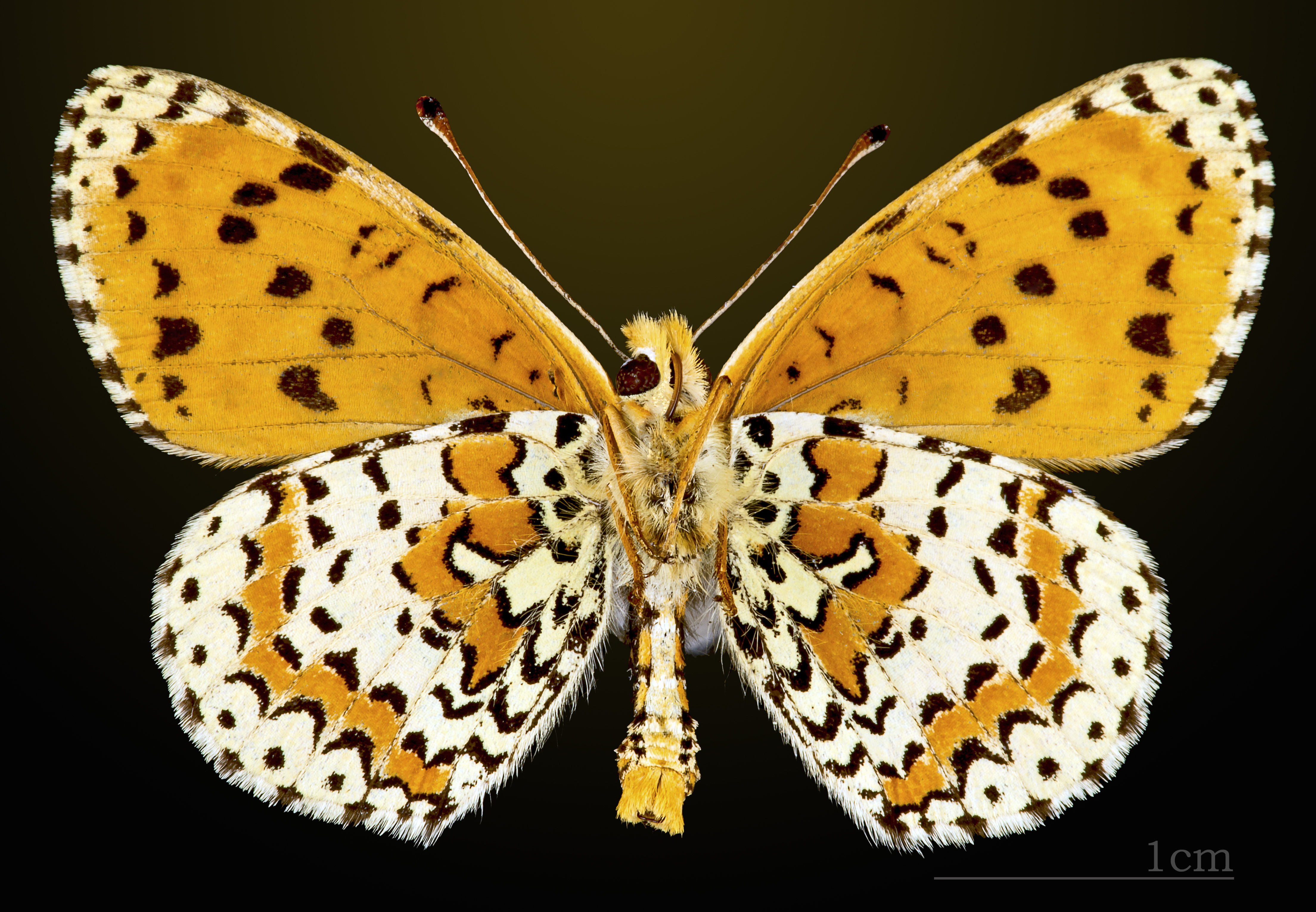
Самець, вентральна сторона
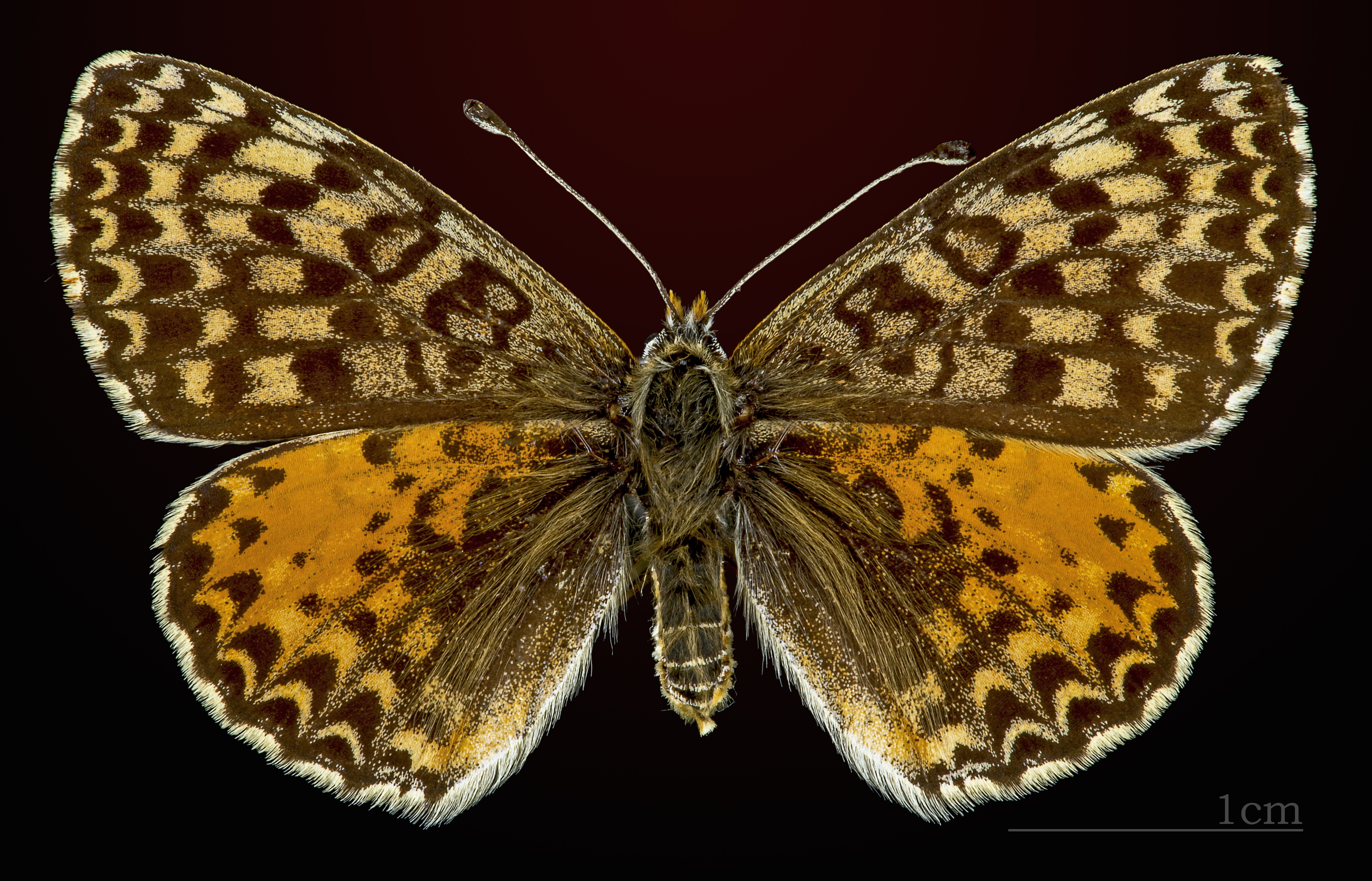
Самиця, дорсальна сторона
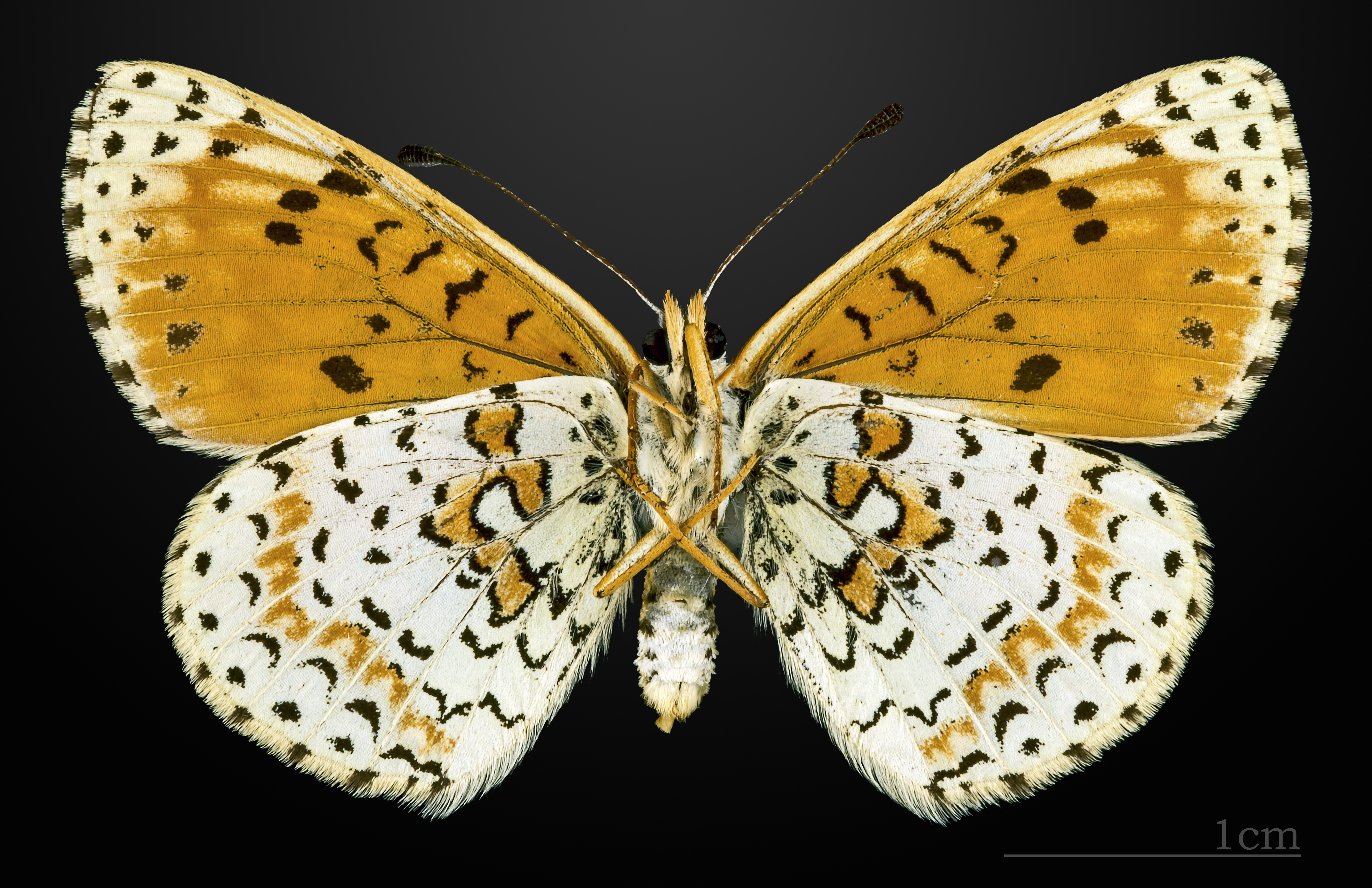
Самиця, вентральна сторона

### Підвид
- Melitaea didyma didyma (Esper 1778)
- Melitaea didyma ambra Higgins, 1941
- Melitaea didyma elavar Fruhstorfer, 1917
- Melitaea didyma kirgisica Bryk, 1940
- Melitaea didyma neera Fischer de Waldheim, 1840
- Melitaea didyma occidentalis Staudinger, 1861

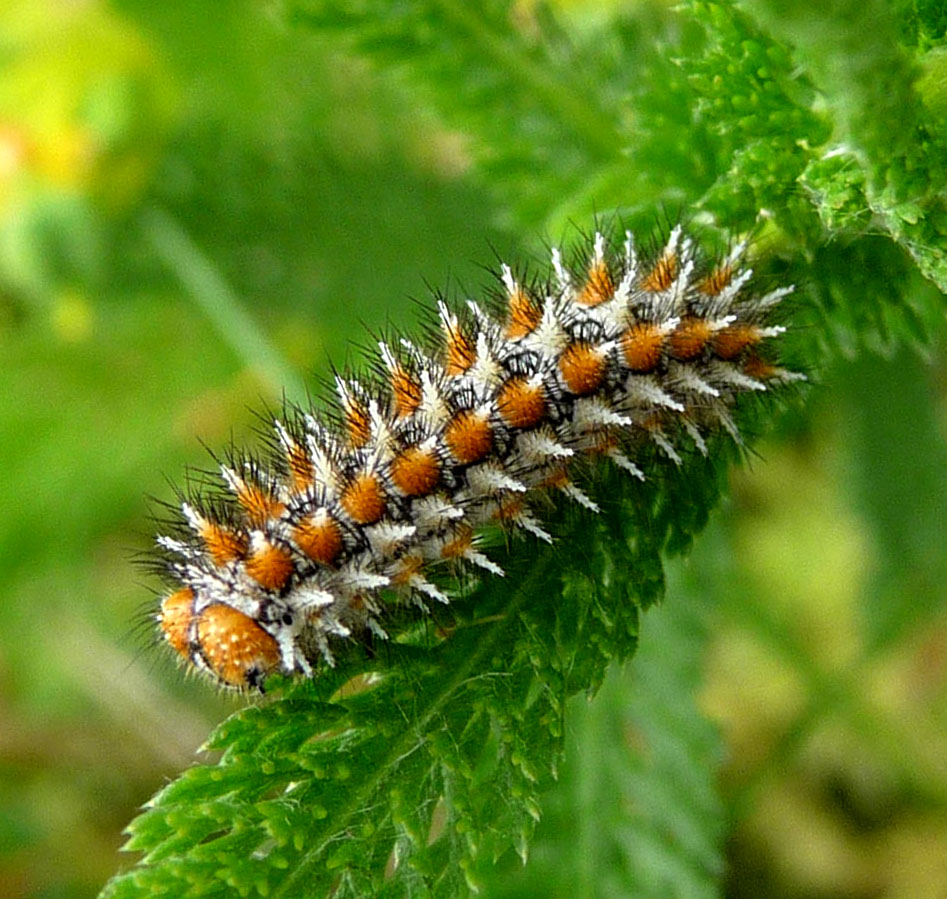
Гусінь
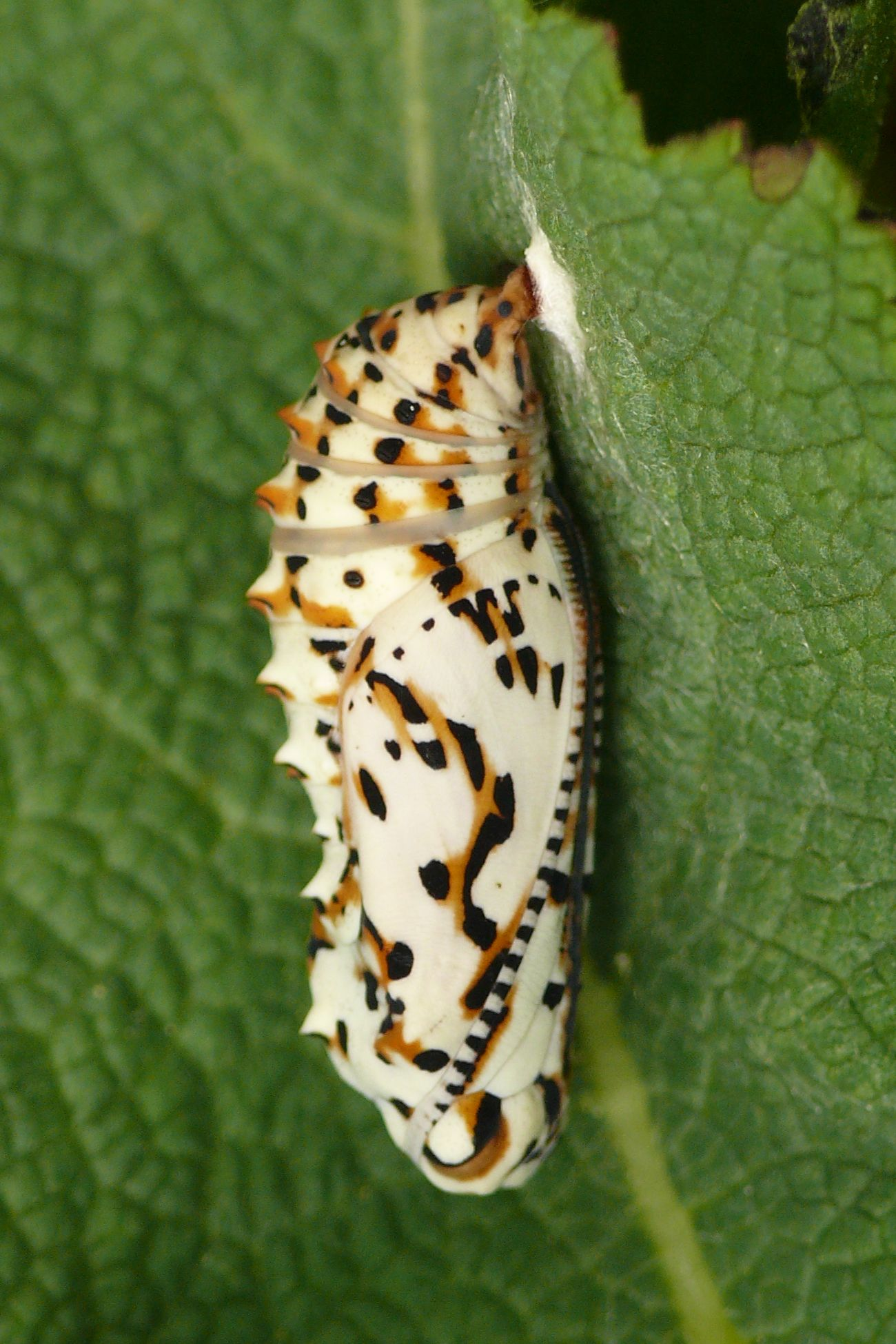
Лялечка

- Melitaea didyma turkestanica Sheljuzhko, 1929

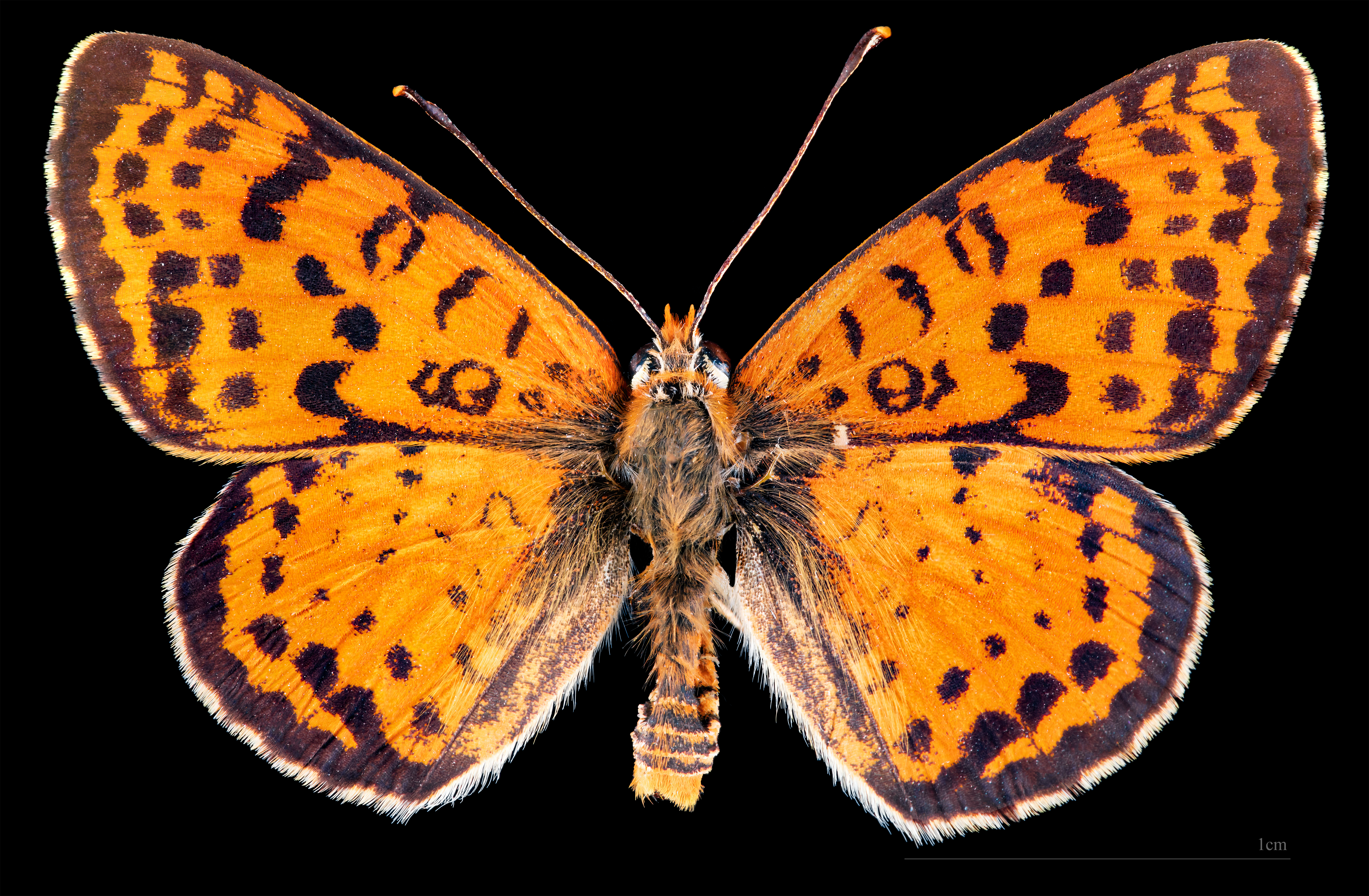
Melitaea didyma occidentalis ♂
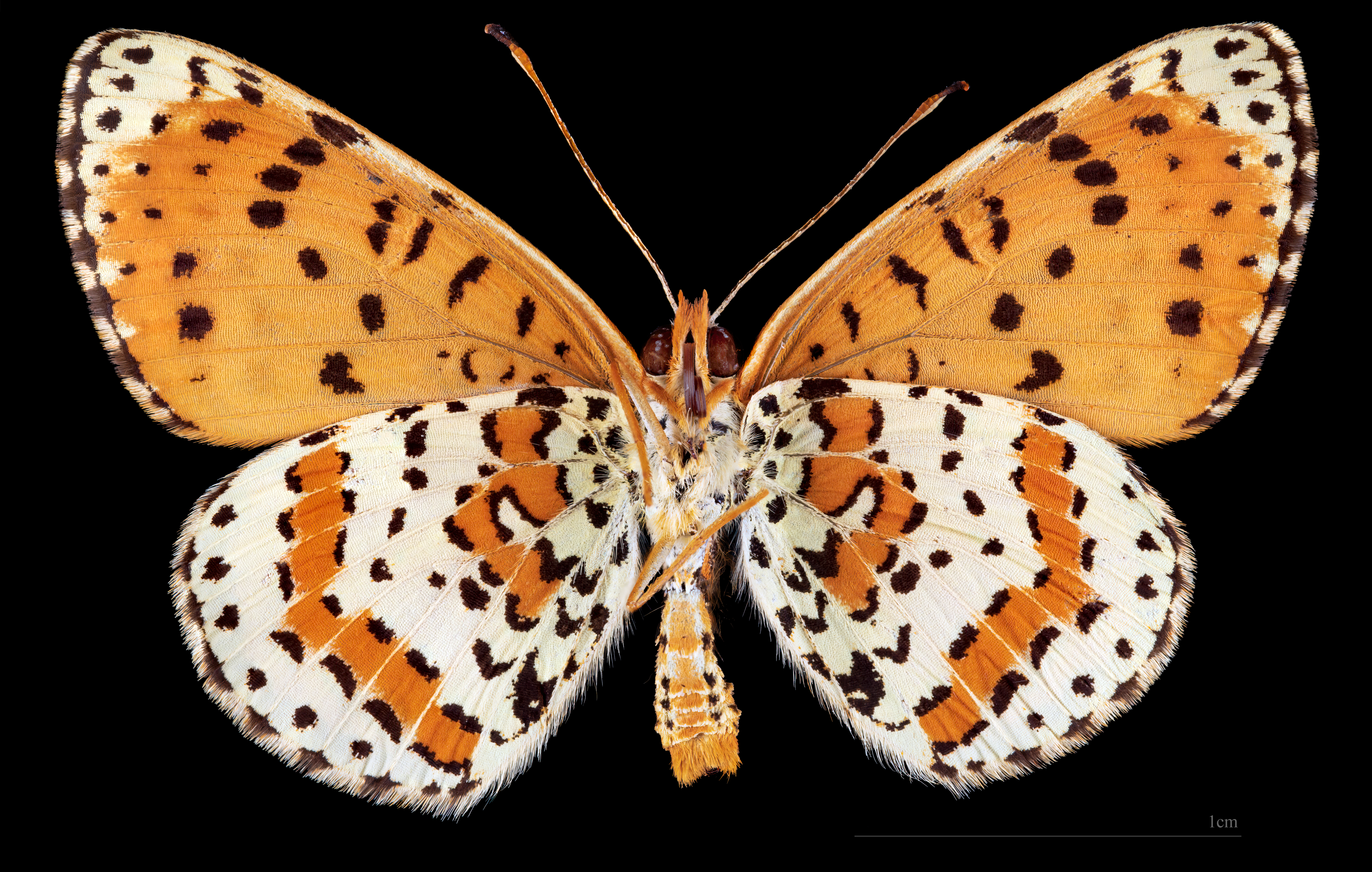
Melitaea didyma occidentalis ♂  △
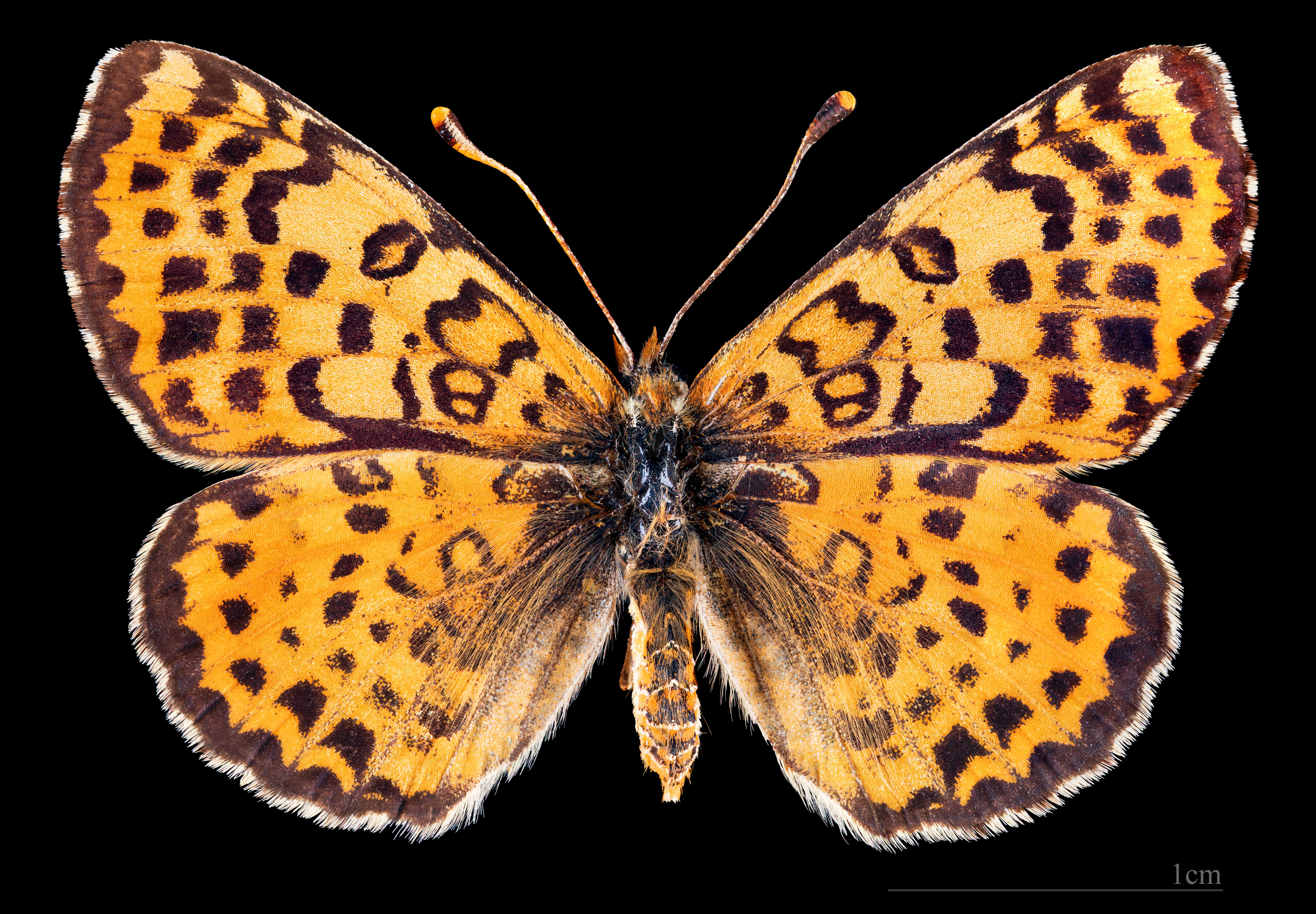
Melitaea didyma occidentalis ♀
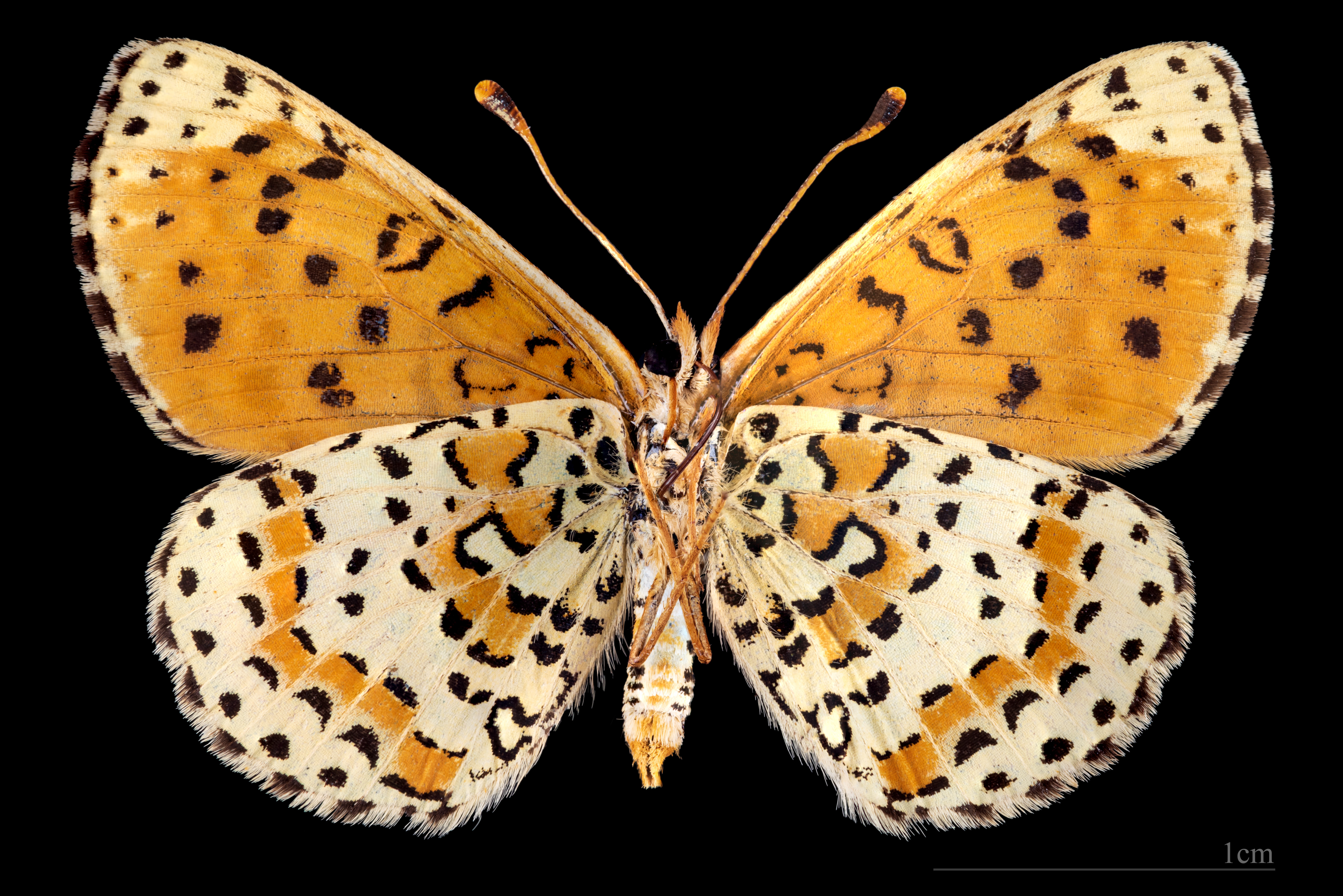
Melitaea didyma occidentalis ♀ △

- Гусінь
- Лялечка

## Спосіб життя
Метелики літають у липні — на початку серпня. Трапляються, зазвичай, на узліссях і відкритих ділянках у соснових або змішаних лісах. Кормова рослина гусені — подорожник ланцетолистий, вероніка і льонок.